# Holorusia hansoni
Holorusia hansoni är en tvåvingeart som först beskrevs av Alexander 1963.  Holorusia hansoni ingår i släktet Holorusia och familjen storharkrankar. Inga underarter finns listade i Catalogue of Life.